# Нарбонн, Марсель
Марсель Нарбонн (фр. Marcelle Narbonne; 25 марта 1898 года — 1 января 2012 года) — французская долгожительница. С 2 августа 2011 года до своей смерти являлась старейшим живущим человеком в Европе.

## Биография
Марселль Нарбонн родилась в Иссервилле (сейчас Иссер), Французский Алжир, 25 марта 1898 года. Большую часть жизни проработала стенографисткой. В 1917 году вышла замуж, однако в 1922 году брак распался. У неё не было детей, однако она имела племянников.
В 1962 году, когда Алжир получил независимость, Нарбонн переехала в Париж. Спустя год она вышла на пенсию.
Позже Нарбонн переехала к своей младшей сестре и жила с ней, пока та не умерла в 1999 году в возрасте 95 лет. После смерти сестры Марсель поселилась в доме престарелых в Аржелес-сюр-Мер.
Как сообщалось, на её 112-й день рождения она была физически слабой и могла ходить только на короткие расстояния. Однако она наслаждалась поэзией и бокалом шампанского, имела хороший аппетит и могла самостоятельно есть. Также она никогда не принимала лекарств и знала наизусть все басни Лафонтена.
2 августа 2011 года, после смерти Венере Пиццинато-Папо, Нарбонн стала старейшим живущим человеком в Европе. 29 октября 2011 года, после смерти Марии Диаз из Реюньона, Марсель стала старейшим живущим человеком во Франции.
В последние дни она очень мало говорила. 1 января 2012 года Марсель Нарбонн скончалась.

## См.также
- Долгожитель
- Список старейших людей в мире
- Список старейших женщин
- Список старейших жителей Европы